# Halsted Kloster Dyrehave
Halsted Kloster Dyrehave er en dyrehave ved Halsted Kloster nordøst for Nakskov på Lolland. Den var oprindelig rekreativt område for munkene på Halsted Kloster og blev kaldt Munkelunden.
I Dyrehaven findes rester af en gammel udateret forsvarsvold. Der er tale om en øst vestgående dobbelt vold og gravsystem med en samlet bredde på 16 m. Den indre vold er den mægtigste med en diameter på godt 4 m og en bevaret højde over undergrundsniveau på godt 80 cm. Denne vold går umiddelbart over i en ca. 2,5 m bred indre U-formet voldgrav. 
I umiddelbar forlængelse af graven følger den ydre vold, der er godt 5 m bred og mellem 40 og 60 cm over undergrundsniveau. Foran den ydre vold anes en ydre grav. Der fremkom ingen anlægsspor i voldanlægget.
Dyrehaven er beskyttet som  Natura 2000-område nr. 178 på grund af forekomst af den sjældne  eremit, der er en billeart.